# Palazzo San Giacomo
Palazzo San Giacomo, poznata kao Municipio (gradska vijećnica) je palača u neoklasičnom stilu u središnjem Napulju, južna Italija. Nalazi se ispred tvrđave Maschio Angioino, koja se proteže između područja Porta i San Ferdinanda. U njemu se nalaze gradonačelnik i uredi općine Napulj. Cijeli uredski kompleks proteže se od largo de Castello do Via Toledo, duž via di San Giacomo.
Godine 1816. kralj Ferdinand I. od dviju Sicilija naručio je izgradnju centralizirane zgrade za smještaj raznih ministarstava vlade. Odabrano je područje za ovu palaču, a zgrade u njoj su ili srušene ili ugrađene, uključujući samostan i crkvu Concezione (nekada poznatu kao Santa Maria Fior delle Vergini), bolnicu San Giacomo i urede Banke San Giacomo. U palaču je ugrađena crkva San Giacomo degli Spagnoli.
Arhitekti su bili Vincenzo Buonocore, Antonio De Simone i Stefano Gasse. Radovi su dovršeni tek 1825. U atriju su dva kipa kraljeva Ruggiera Normana i Fridrika Švapskog. Kipovi kraljeva Bourbona, Ferdinanda I. i Franje I. od dviju Sicilija, koji su ovdje nekoć stajali u nišama, zamijenjeni su alegorijskim figurama. Na ulazu se nalazi i glava s poprsja koja je pripisana mitskoj predstavnici Napulja, sireni Partenopi.

## Vanjske poveznice
|  | Zajednički poslužitelj ima još gradiva o temi Palazzo San Giacomo |